# Scleroderma citrinum
Scleroderma citrinum (Christian Hendrik Persoon, 1801), sin. Scleroderma vulgare (Jens Wilken Hornemann, 1819), din încrengătura Basidiomycota în familia Sclerodermataceae și de genul Scleroderma este o ciupercă otrăvitoare, numită în popor buretele cerbilor. Specia este una dintre cele cu răspândirea cea mai mare. Ea crește în România, Basarabia și Bucovina de Nord împrăștiat solitară, deseori în grupuri, preferând soluri acide și nisipoase, în special asociat pădurilor de foioase și de conifere  (aici preferat sub pini în prezența mușchiului), dar de asemenea prin turbării sau câmpii. Perioada favorită de dezvoltare o are din (iunie) iulie până în noiembrie. Acest burete coabitează, fiind un simbiont micoriza (formează micorize pe rădăcinile arborilor).

## Descriere

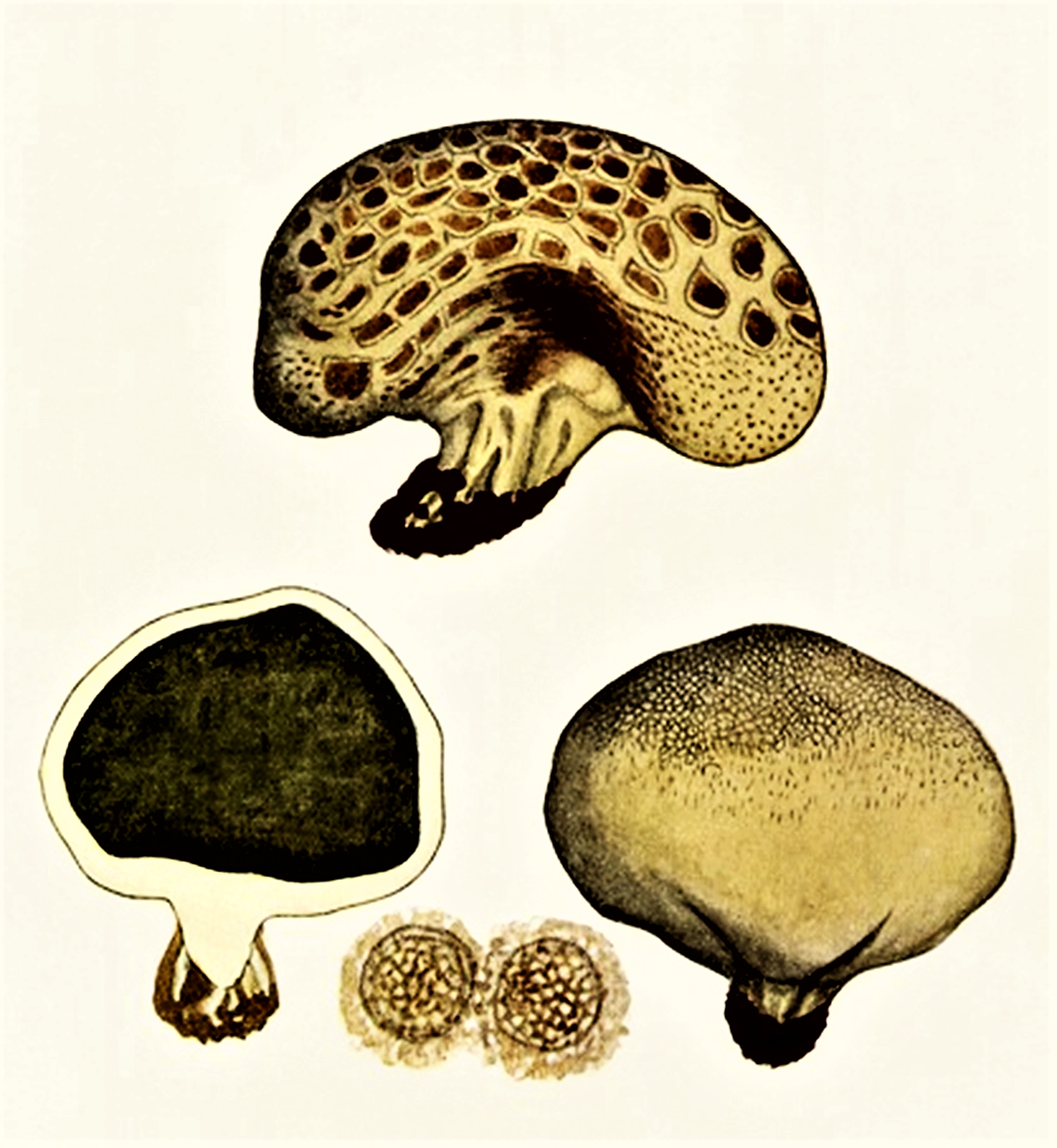
Bres.: Scleroderma vulgare

- Corpul fructifer: are o grosime 4-8 (12) cm, este sferic, oval de-a lungul sau turtit, cuticula fiind destul de groasă (2-3 mm), pieloasă și fibroasă, având pe suprafața ei solzi bine reliefați, aspri și distribuiți neregulat, dar apare și într-o formă cu peridiu (coaja groasă ce o acoperă) aproape neted. La bătrânețe, ea se rupe în mod neregulat pentru eliberarea sporilor. Coloritul variază de la un albicios inițial către un galben de lămâie în sfârșit ocru-maroniu sau chiar verzui. Buretele nu are picior. Această funcție este preluată de cordoane albe ale miceliului care îl fixez în pământ.
- Carnea (gleba): este la exemplarele tinere fermă, compactă și gălbui-albicioasă până verzuie. Gleba se decolorează însă repede, începând în centru, devenind din ce în ce mai brun-violacee, în sfârșit negru-violacee și pulverulentă. Mirosul este înțepător aromatic de usturoi respectiv ridichi, fără gust specific. Culoarea sporilor rotunjori cu o rețea fină de riduri ornamentale este negru-violacee.
- Caracteristici microscopice: are spori rotunjori, bruni cu o suprafață găunoasă, reticulată mai închis, având o mărime de 7 (9)-12 (13) microni. Pulberea lor este brună-negricioasă.[3][4][5]

Scleroderma citrinum este adesea oară atacată de un burete parazitar din familia Boletaceae numit Pseudoboletus parasiticus care este neotrăvitor și comestibil (dezvoltă o pălărie cu un diametru de până la 8 cm).
- Reacții chimice: Cuticula buretelui se colorează cu Hidroxid de potasiu în roșu închis, sporii devenind reticulari.[8]

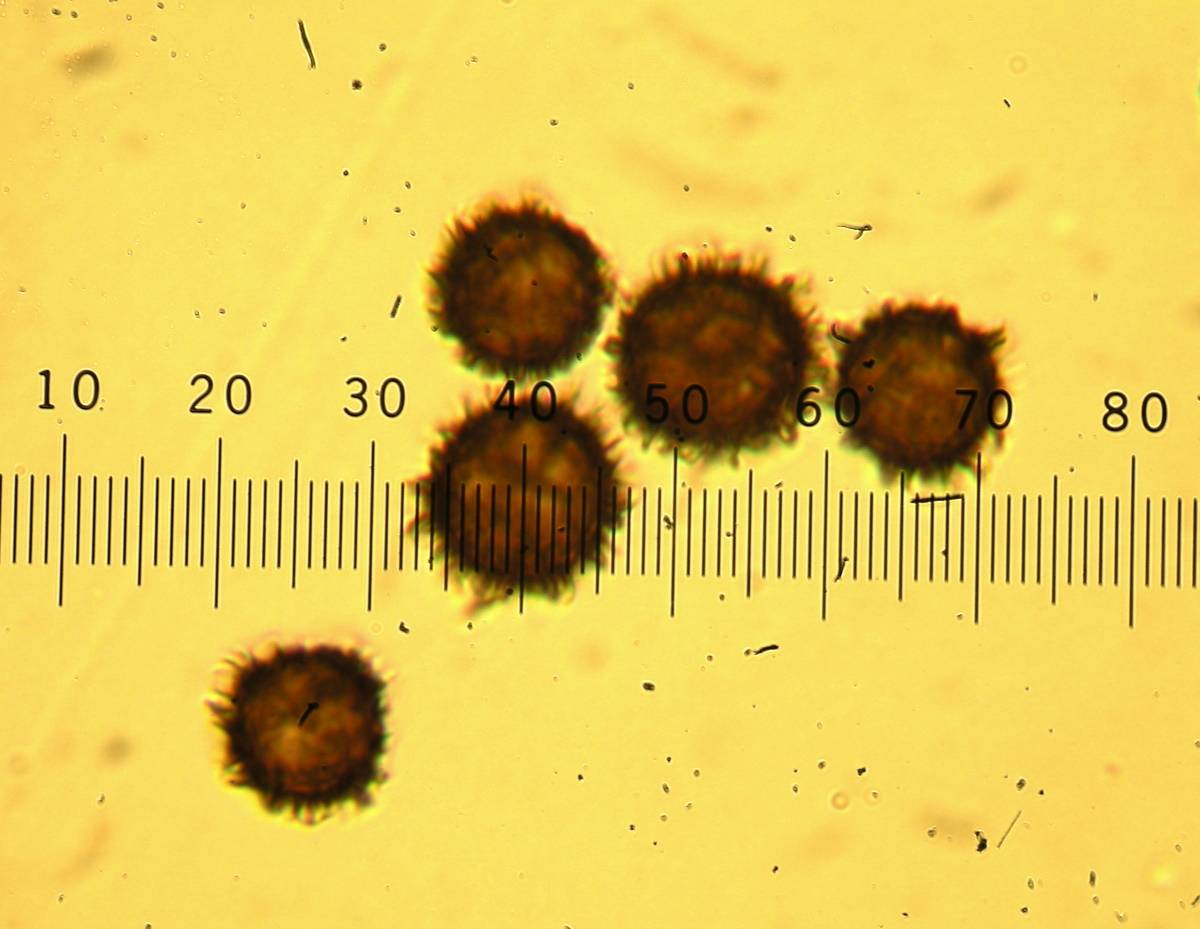
S. citrinum, spori
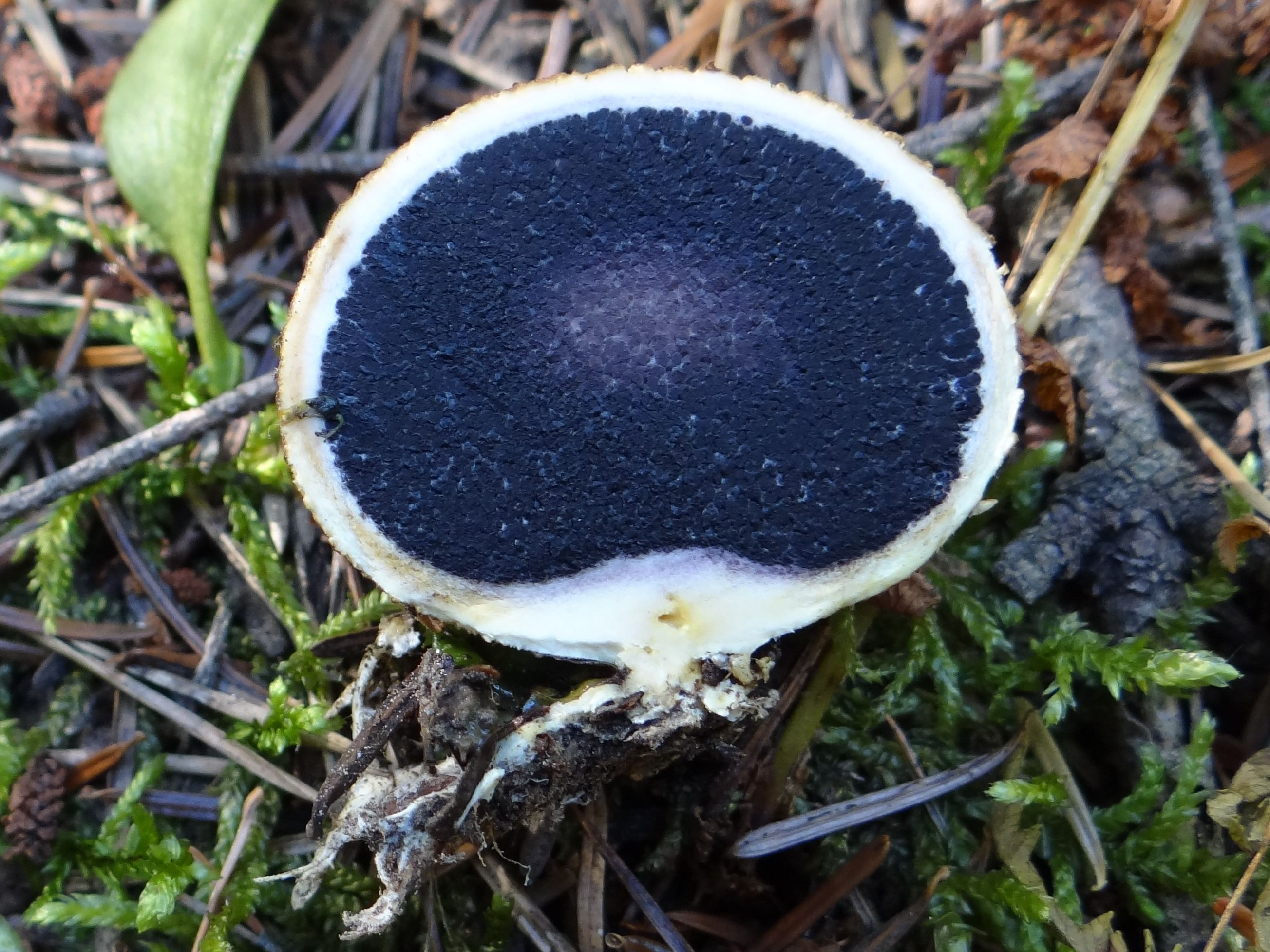
S. citrinum, ghleba
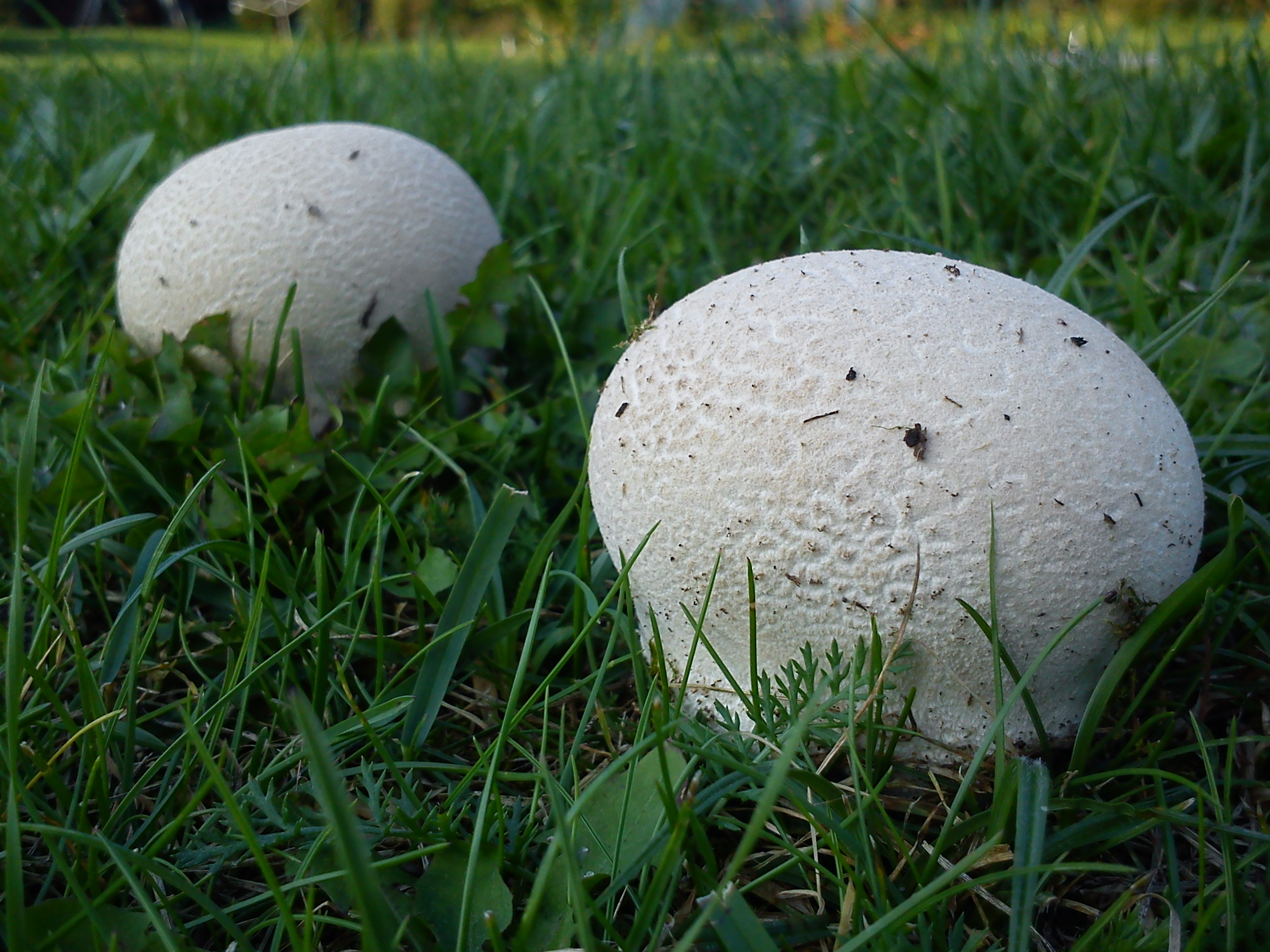
S. citrinum tânăr
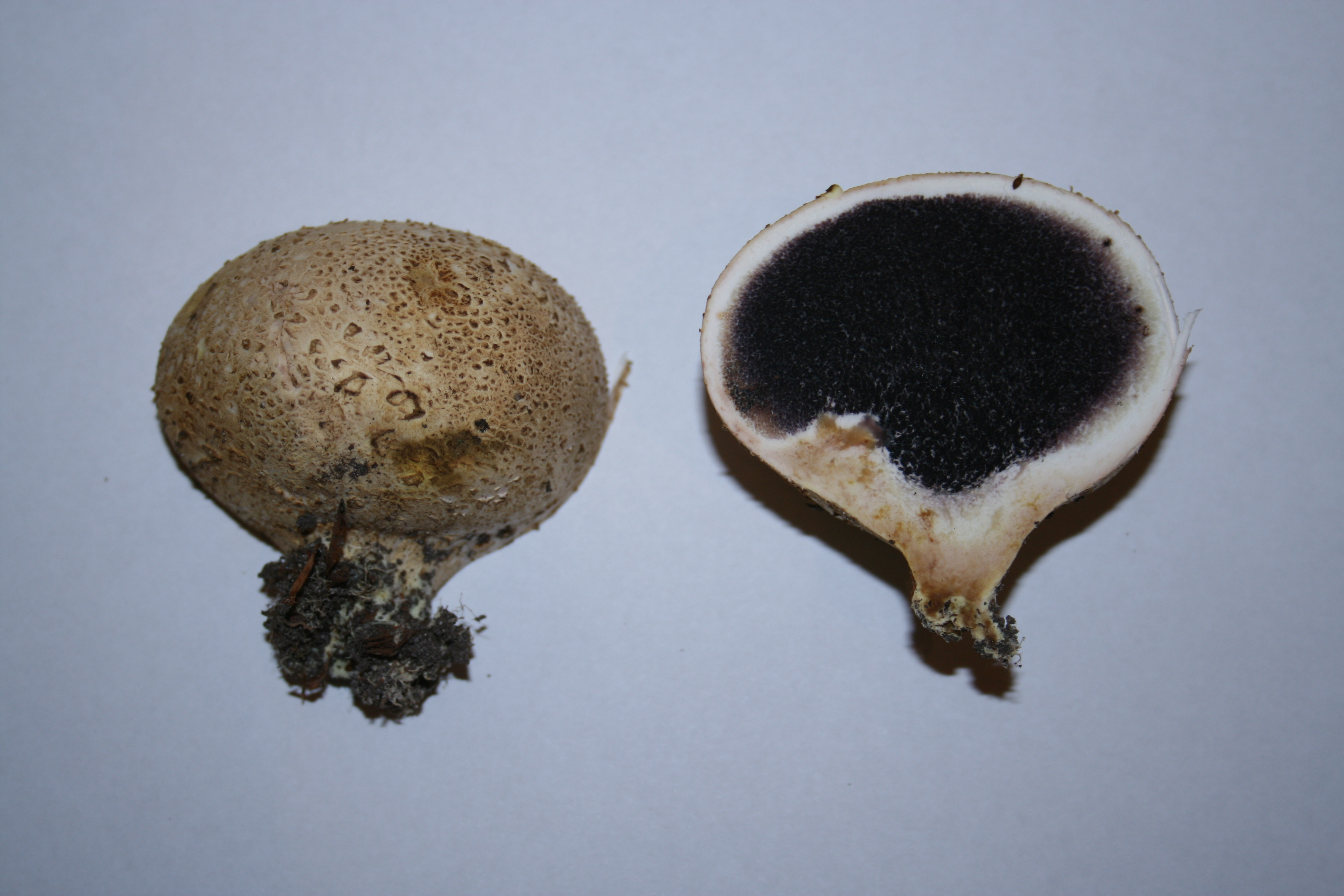
S. citrinum bătrân
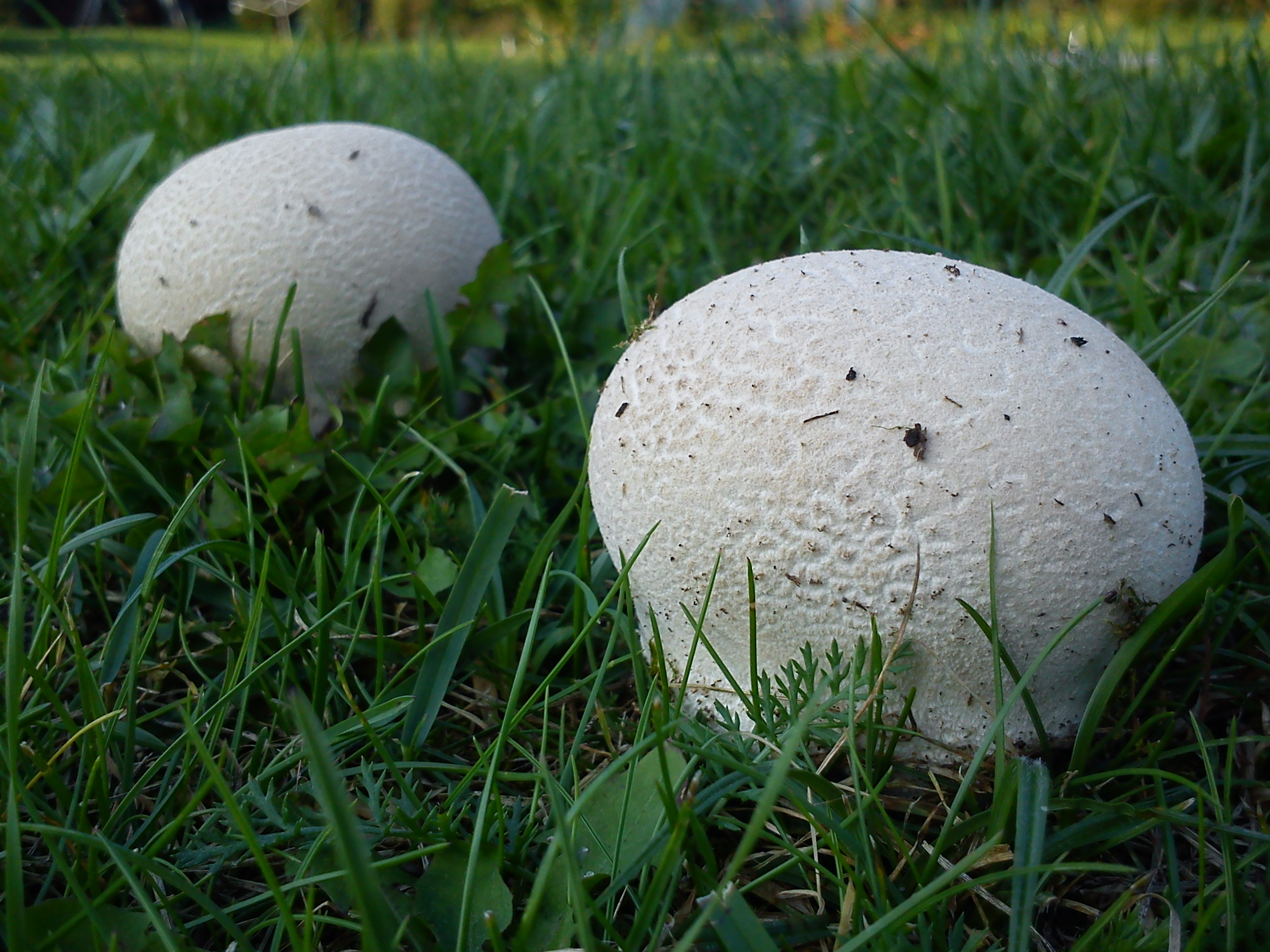
S. citrinum mai deschis și neted

## Toxicitate

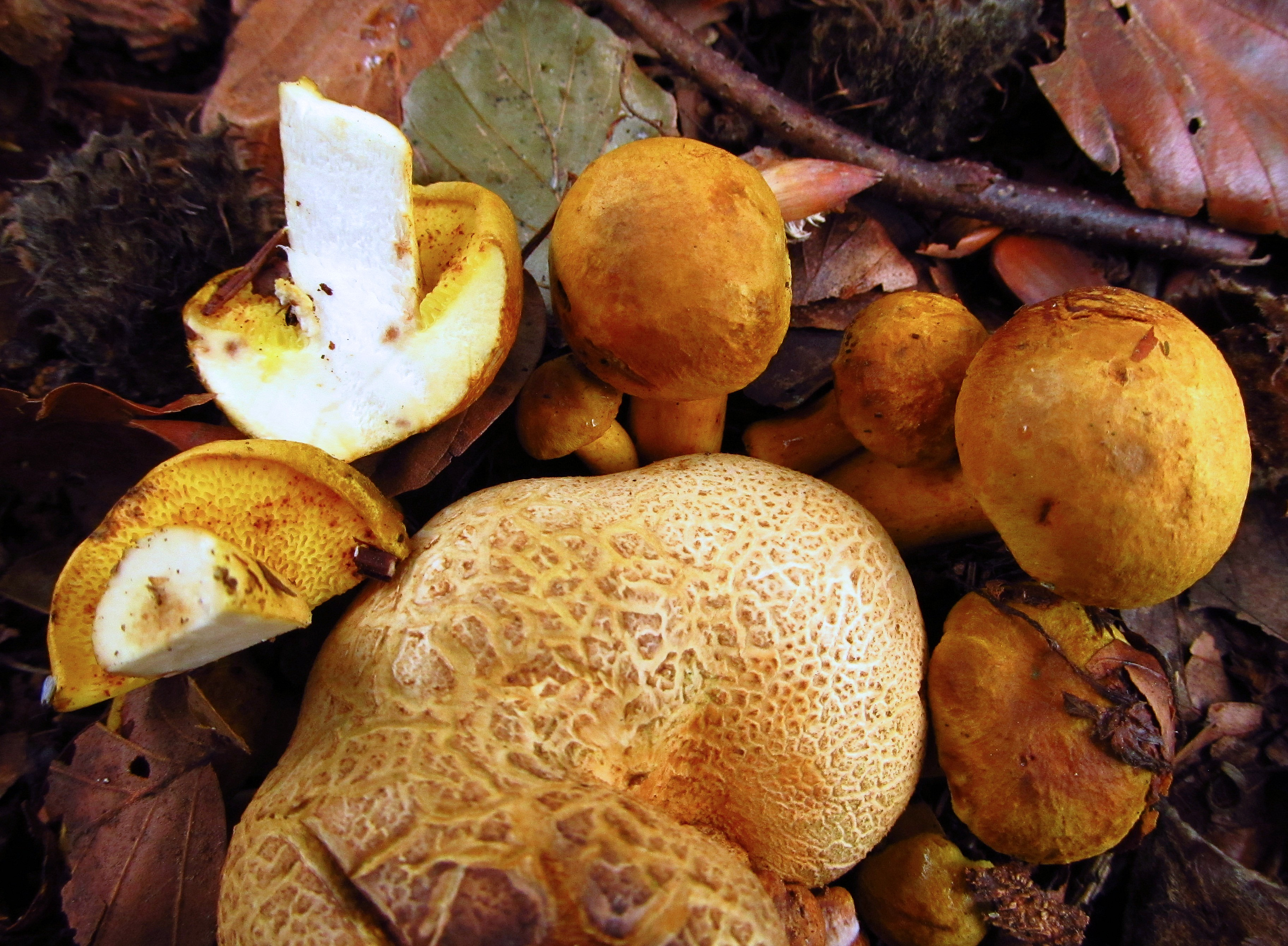
Pseudoboletus parasiticus pe S. citrinum

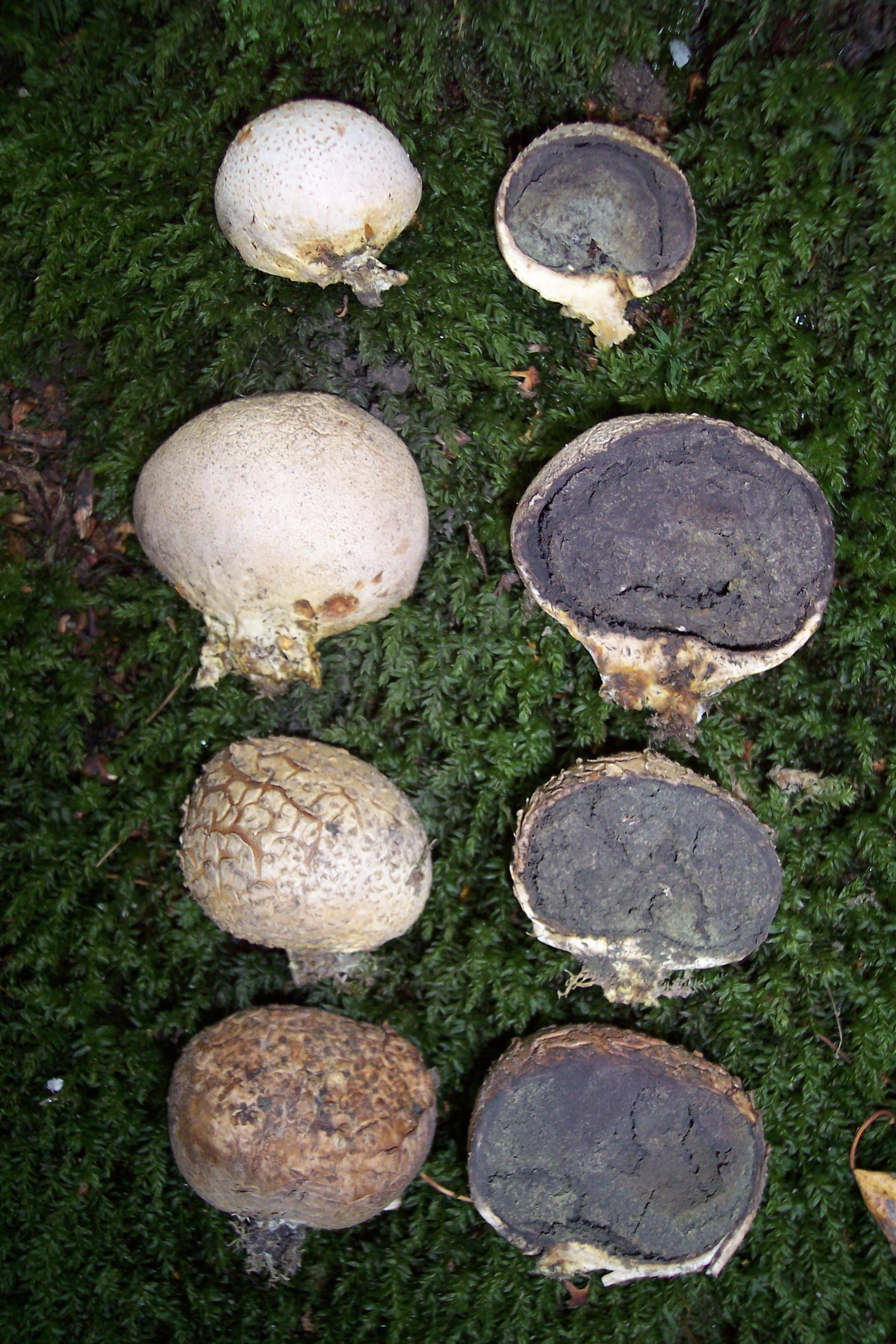
S. citrinum, forme

Buretele cerbului nu este tare otrăvitoare, dar mâncat în doze mai mari, arată deja 30-45 minute după ingerare prime simptome, presiune și durere ușoară în stomac, mai târziu urmate de vărsături, transpirații, dureri abdominale în combinație cu balonări, slăbiciune, scăderea tensiunii arteriale, amețeli și chiar colaps. Consumat cu alcool, buretele provoacă o reacție de incompatibilitate, așa numitul sindrom coprinian (în plus la simptomele descrise mai sus, presiune intracraniană, senzație de căldură, vasodilatație, puls scăzut, respirație greoaie).
În cazul unei suspiciuni premature, se dă 20-40 g de cărbune medicinal (la copii 1 g per kg de greutate corporală) și se cheamă un medic. El va administra o perfuzie cu soluție isotronică de NaCl de 2-3 litri precum un stimulent tip Pentetrazol. Este nevoie de repaus absolut.
Chiar dacă Sclerodermia citrinum este considerată otrăvitoare, într-o cantitate mică a fost și este folosită ca condiment gustos de ciuperci. Astfel, pe timpul Imperiului austro-ungar mulți măcelari vienezi și  boemi au falsificat lebărvurștul trufat, înlocuind bucățelele de trufă veritabilă cu acele ale buretelui cerbilor. În zilele de astăzi, din Cehia până în Rusia [poate și în regiunile române], ciuperca se prepară cu o mâncare de carne (aproximativ una până la două felii pe persoană). Dar consumători mai prudenți recomandă îndepărtarea feliilor înainte de mâncarea felului, în special la persoanele sensibile. Mai departe, în nu puține gospodării, buretele cerbului este tăiat felii, înșirat pe un fir și uscat pentru iarna. Totuși:

## Confuzii
Scleroderma citrinum poate fi confundat cu alte specii de tip Bovista, cum ar fi: Bovista plumbea, (tânăr comestibil, mai deschis, cu peridiu foarte fragil și glebă care trece din alb în măsliniu apoi maro), Lycoperdon perlatum (tânăr comestibil, mai deschis, în formă de pară, acoperit de solzi mărunți și ascuțiți, picior rudimentar, moale), Lycoperdon pratense sin. 
Vascellum pratense, Lycoperdon pyriforme (tânăr comestibil, mai deschis, în formă de pară, crește în grupuri cu multe exemplare, solzi mai mici, gleba rămâne lung timp albă, picioruș), Scleroderma areolatum (otrăvitor, cuticula rupe repede în câmpuri mici, galben-maronie la roșu-brună, glebă neagră nuanțată prin nervuri fini și roz-albicioși, miros înțepător metalic, gust neplăcut), Scleroderma bovista (otrăvitor, cuticulă aproape netedă, gălbui portocalie, glebă de violet închis, picioruș), Scleroderma cepa (tânăr comestibil, cuticulă mai netedă, are picior deseori acoperit de frunziș), Scleroderma meridionale (tânăr comestibil, mai deschis, are picior deseori acoperit de frunziș), sau Scleroderma verrucosum (otrăvitoare, mai închisă, brun-roșiatică la culoare, miros de gaz metan, având un picior scurt).

## Specii asemănătoare

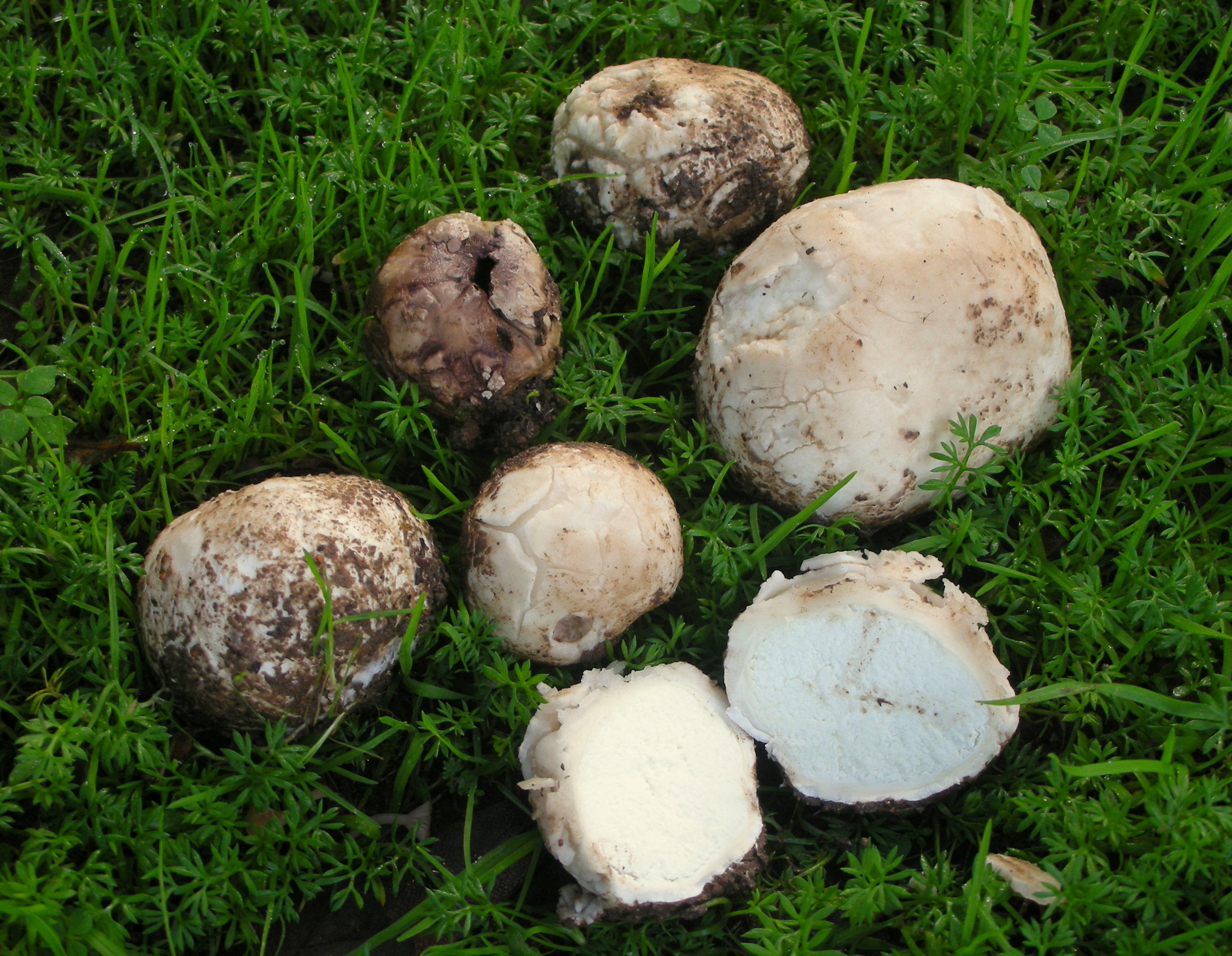
Bovista plumbea
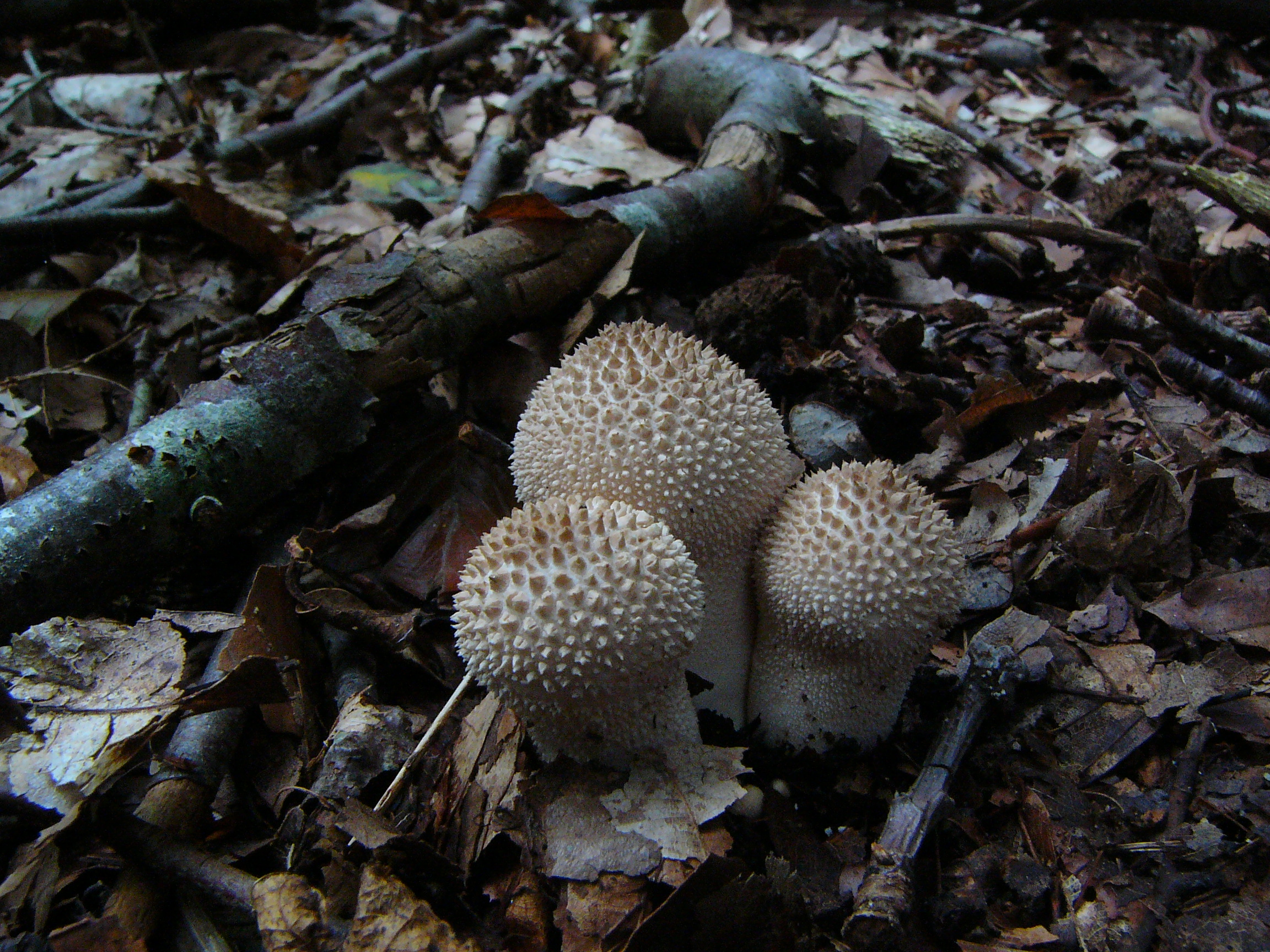
Lycoperdon perlatum
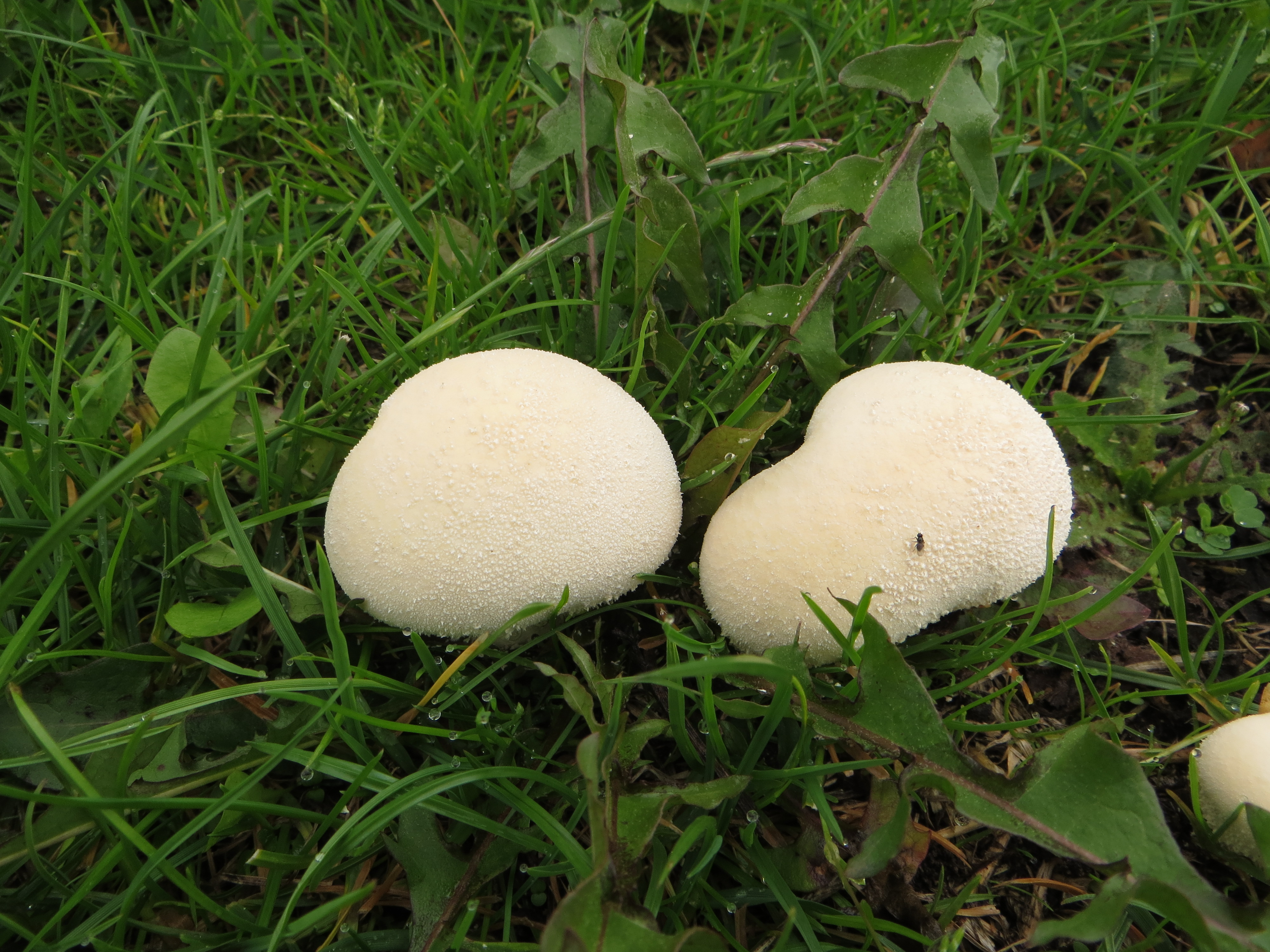
Lycoperdon pratense
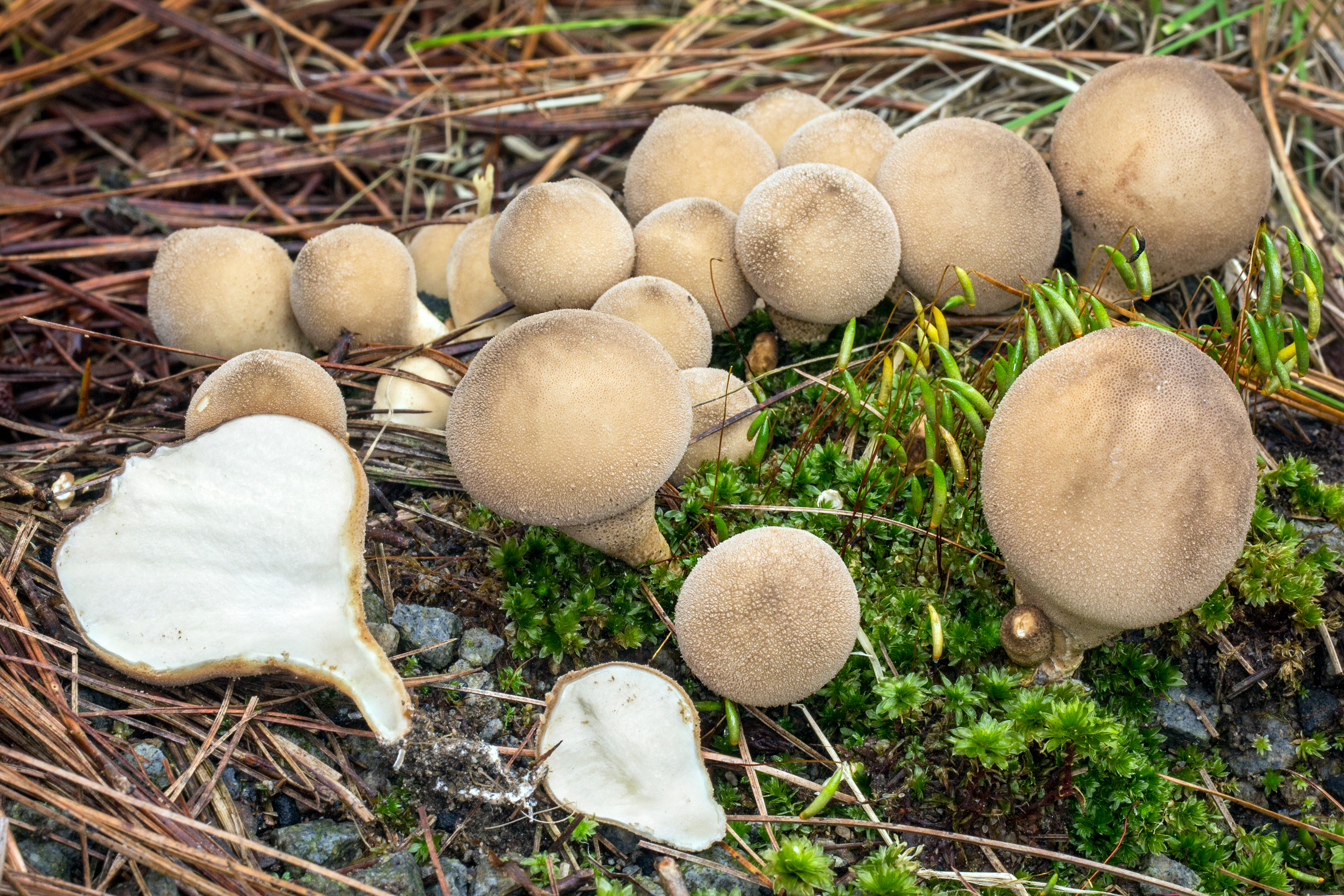
Lycoperdon pyriforme
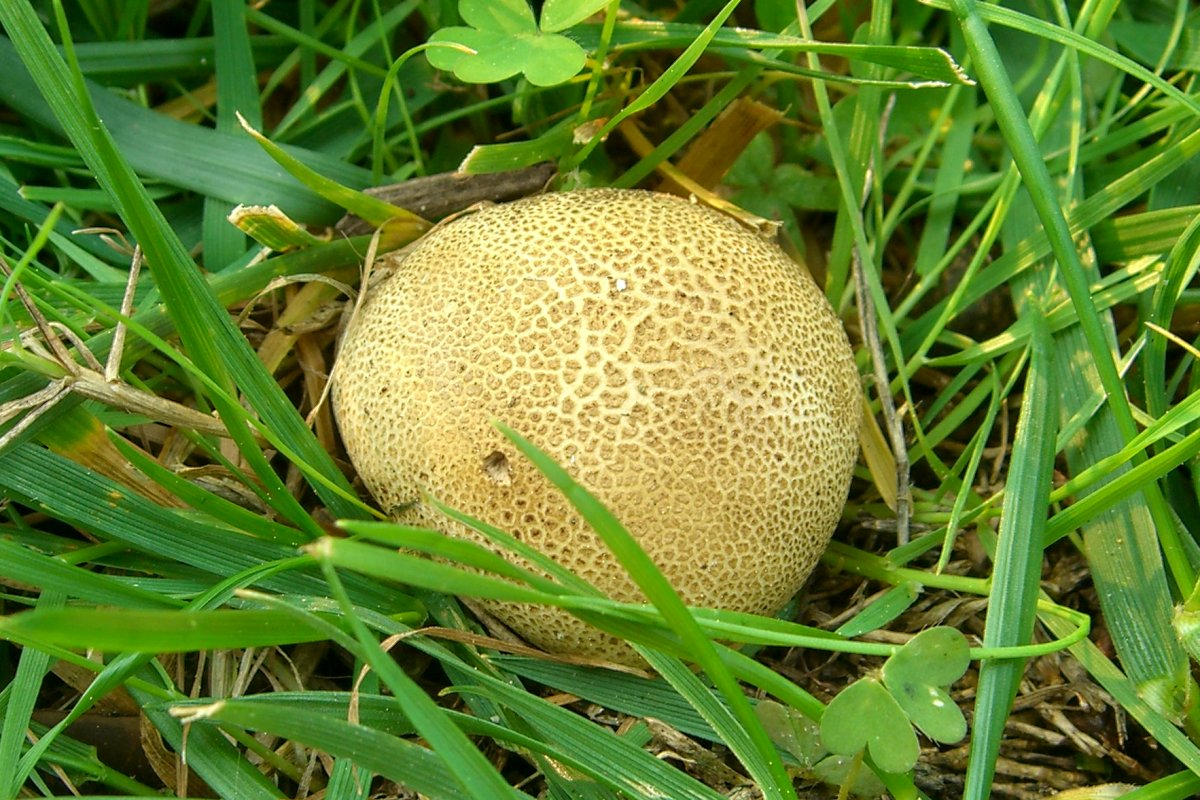
Scleroderma areolatum
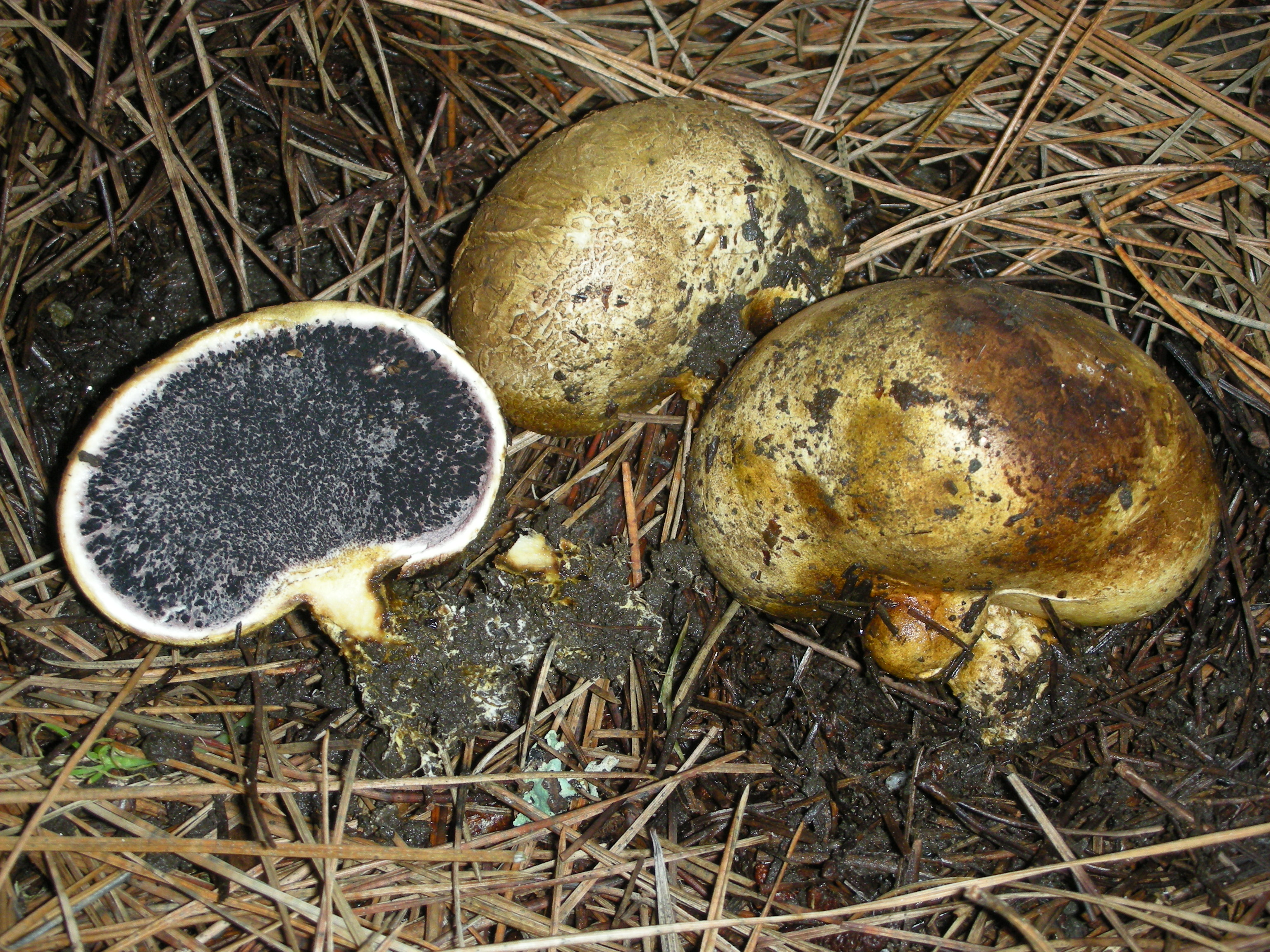
Scleroderma cepa
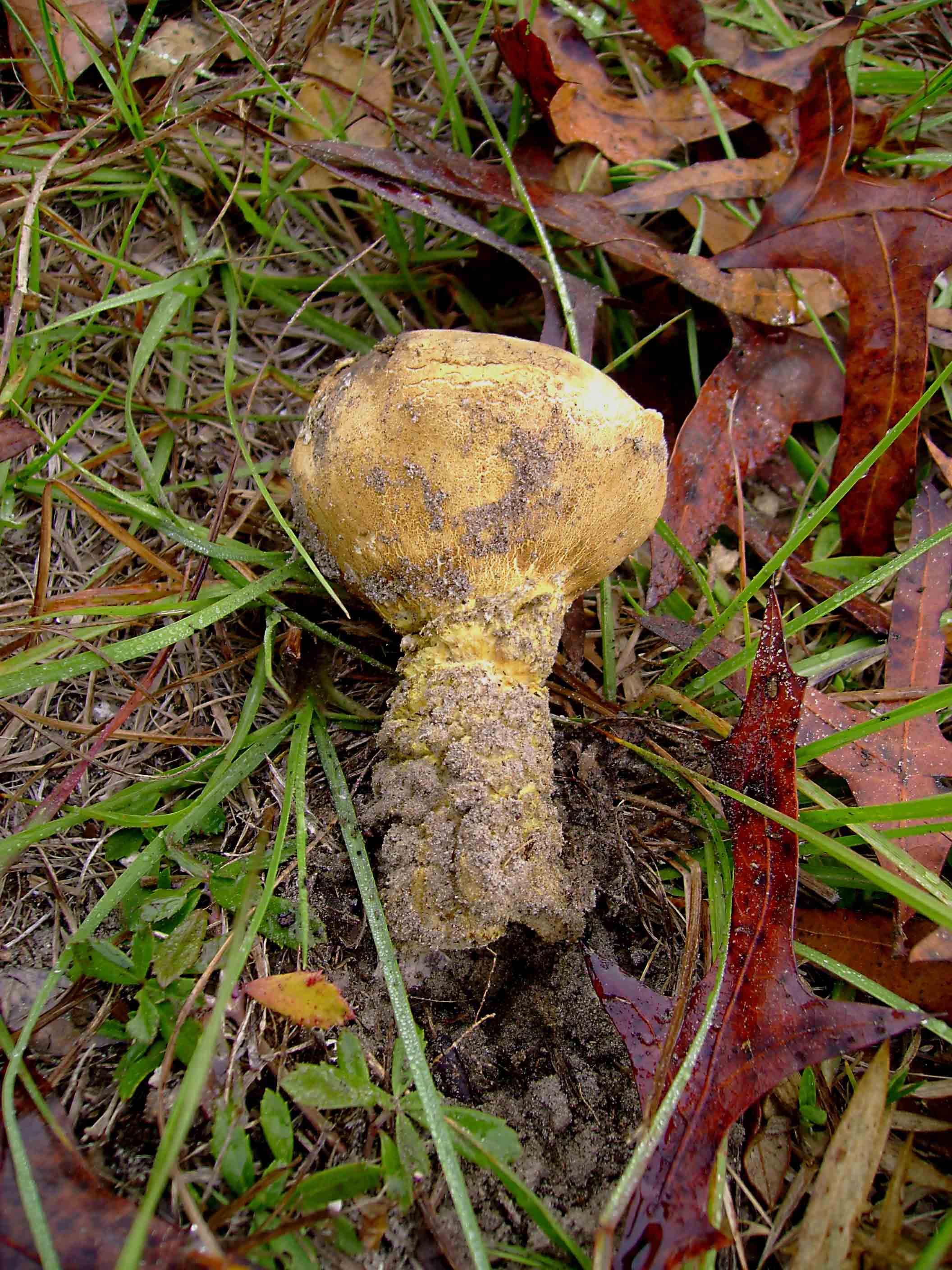
Scleroderma meridionale
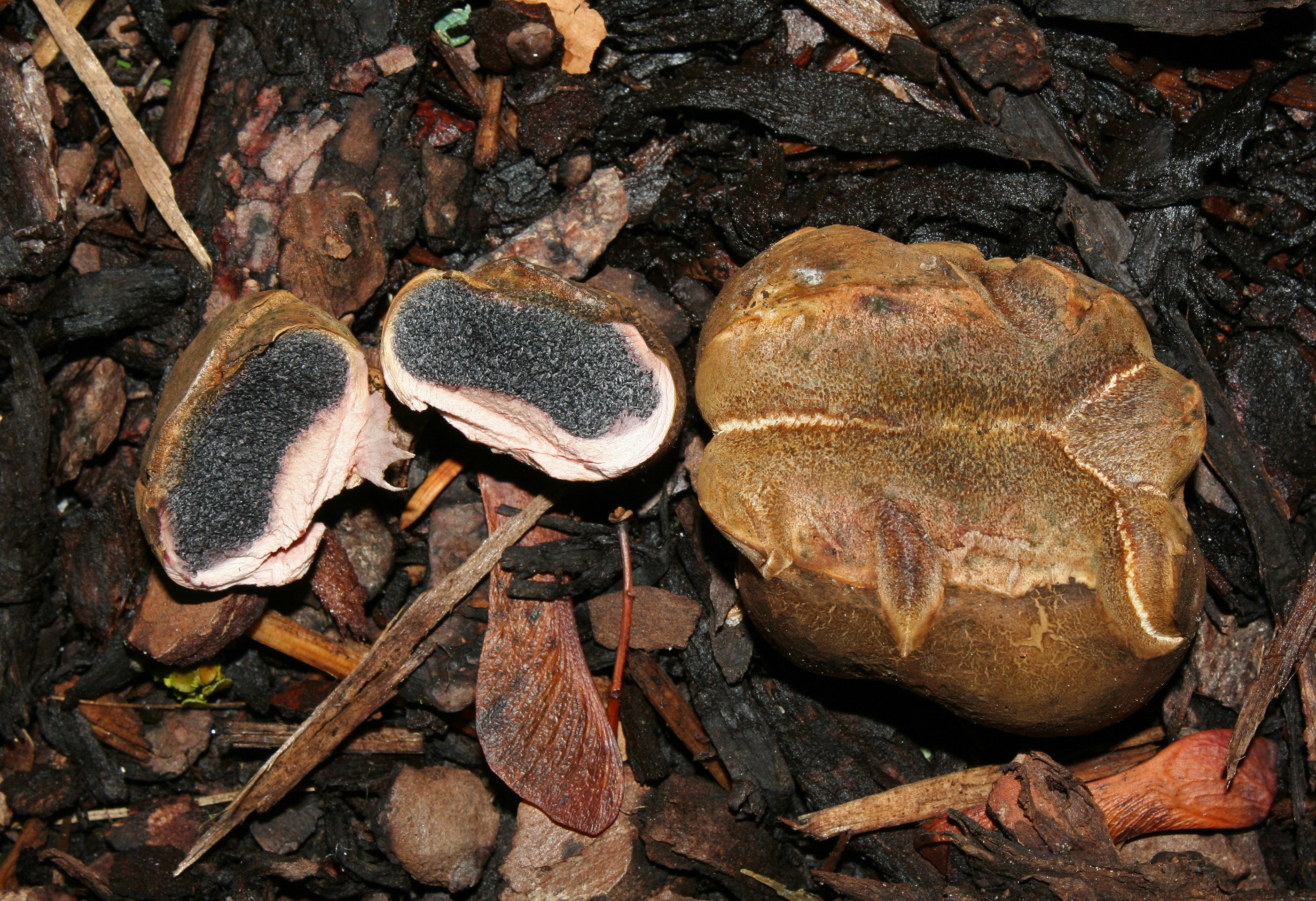
Scleroderma verrucosum

## Bibiliografie
- Bruno Cetto: „Der große Pilzführer”, vol. 1, 2, 5, 7, vezi sub "Note"
- Heinz Clémençon: „Pilze im Wandel der Jahreszeiten”, vol. 1 și 2, Editura Éditions Piantanida, Lausanne 1981
- Rose Marie și Sabine Maria Dähncke: „700 Pilze in Farbfotos”, Editura AT Verlag, Aarau - Stuttgart 1979 și 1980, ISBN 3-85502-0450* H. Clémençon: „Pilze im Wandel der Jahreszeiten”, vol. 1 și 2, Editura Éditions Piantanida, Lausanne 1981
- Rose Marie sia Sabine Maria Dähncke: „Pilze”, Editura Silva, Zürich 1986
- Gustav Lindau, Eberhard Ulbrich: „Die höheren Pilze, Basidiomycetes, mit Ausschluss der Brand- und Rostpilze”, Editura  J. Springer, Berlin 1928
- Jean-Louis Lamaison & Jean-Marie Polese: „Der große Pilzatlas“, Editura Tandem Verlag GmbH, Potsdam 2012, ISBN 978-3-8427-0483-1
- Hans E. Laux: „Der große Pilzführer, Editura Kosmos, Halberstadt 2001, ISBN 978-3-440-14530-2
- Meinhard Michael Moser: „Röhrlinge und Blätterpilze - Kleine Kryptogamenflora Mitteleuropas” ediția a 5-ea, vol. 2, Editura Gustav Fischer, Stuttgart 1983